# Корона королевы Марии Текской
Корона королевы Марии (англ. Crown of Queen Mary) — корона в стиле ар-деко, изготовленная в 1911 году ювелирной компанией «Garrard & Co», по случаю коронации короля Великобритании Георга V и его супруги Марии Текской. Корона имеет необычную для корон британских монархов форму — восемь полу-арок вместо традиционных двух арок, которые удаляются, что позволяет носить её как диадему. Корона имеет в высоту 25 см (9,8 дюйма) и весит 590 г (1,30 фунта).
Корона первоначально была украшена примерно 2200 бриллиантами, включая знаменитый 105,6-каратный «Кохинур», «Куллинан III» и «Куллинан IV». В 1937 году некоторые драгоценные камни были перенесены в корону королевы-матери, и таким образом бриллианты короны королевы Марии были заменены на кристаллы. Королева Мария в последний раз надевала корону во время коронации своего сына, короля Георга VI в 1936 году. Поле смерти Марии в 1953 году её корона вместе с другими сокровищами короны остаётся на хранении в лондонском Тауэре.
В ходе торжественной церемонии, назначенной на 6 мая 2023 года, корона была использована для коронации королевы-консорта Камиллы, как и было объявлено ещё в феврале того же года. При подготовке к коронации кристаллы заменили на бриллианты «Куллинан III, IV и V», а вместо восьми оригинальных полу-арок оставили четыре. Бриллиант «Кохинур», ранее украшавший корону королевы Марии, не был добавлен в обновлённый вариант короны вследствие протестов, выраженных правительством Индии.

## Галерея
- Мария Текская в короне, надетой как диадема
- Георг V и Мария Текская в день коронации, 1911 год
- Королева Камилла после коронации Карла III, 2023 год